# Dicraeosauridae
Die Dicraeosauridae waren sauropode Echsenbeckendinosaurier, die vom späten Unterjura / frühen Mitteljura bis zur Unterkreide weltweit auftraten. Sie werden definiert als alle Diplodocoidea, die näher mit Dicraeosaurus als mit Diplodocus verwandt sind. Von ihnen sind bisher sieben Gattungen bekannt, die zwischen 9 und 13 m lang waren.

## Merkmale
Ihr Körperbau erinnert an den der Diplodociden (langer Hals, extrem langer Schwanz, leicht gebaut), wobei jedoch im Gegensatz zu jener Gruppe eher eine Tendenz zur Verkürzung des Halses deutlich ist. Typisches Merkmal der Dicraeosauriden sind die stark verlängerten, teilweise fast schon stachelartigen, gegabelten Dornfortsätze der Hals- und Rückenwirbel, die bei Amargasaurus sehr deutlich ausgeprägt sind und bei Bajadasaurus extreme Form annehmen. Das paarige Stirnbein ist zusammengewachsen.

## Gattungen
(nach Gallina et al., 2019)
- Amargasaurus (Unterkreide; Südamerika)
- Bajadasaurus (Unterkreide; Südamerika)
- Brachytrachelopan (Oberjura; Südamerika)
- Dicraeosaurus (Oberjura; Afrika)
- Lingwulong (später Unterjura bis früher Mitteljura; Asien)[1]
- Pilmatueia (Unterkreide; Südamerika)
- Suuwassea (Oberjura; Nordamerika)